# Cayetano Rosell y López

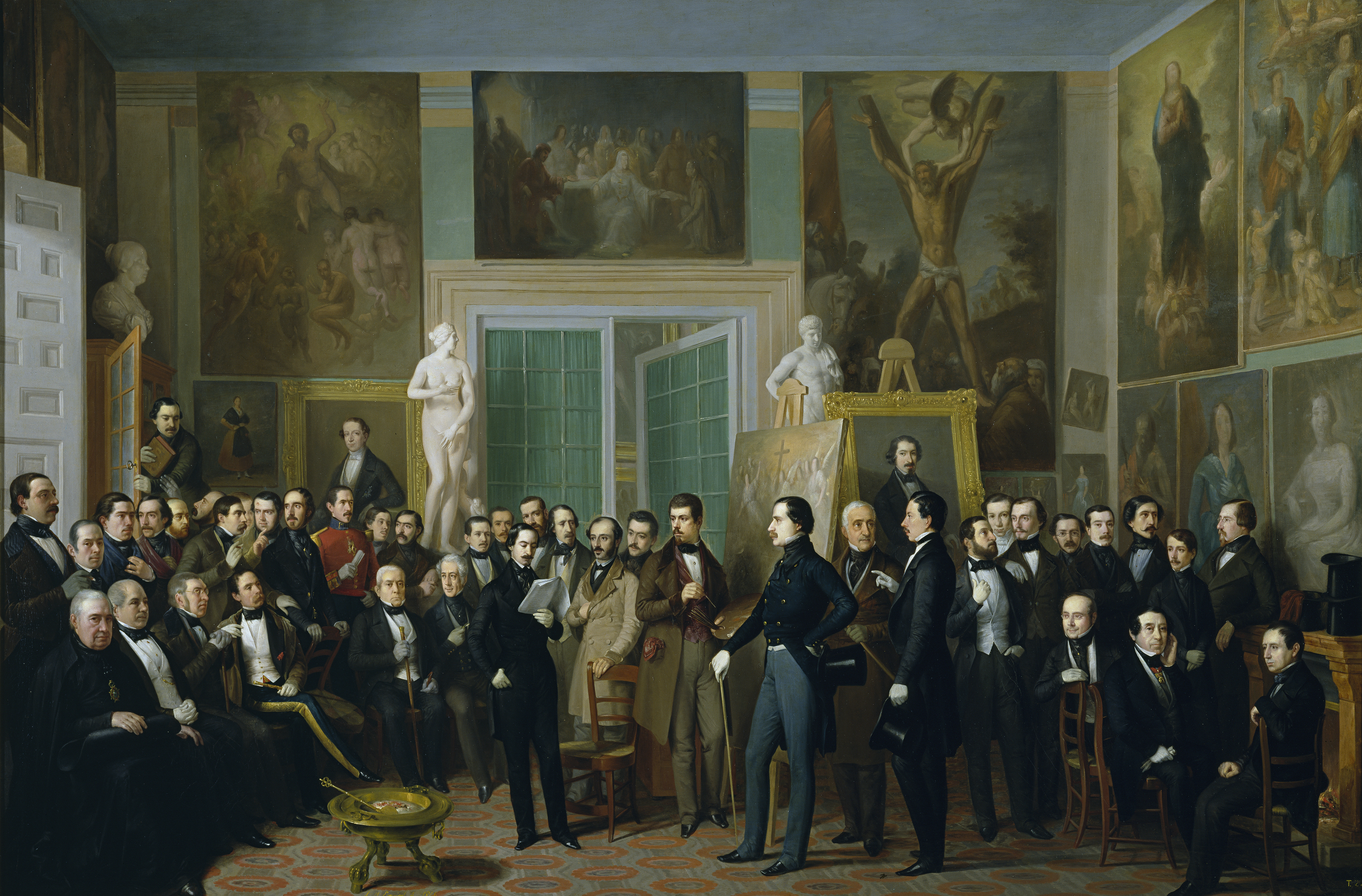
Cayetano Rosell y López retratat a Los Poetas contemporaneos per Antonio María Esquivel 1846 - Museu del Prado, Madrid

Cayetano Rosell i López (Aravaca, 1817 – Madrid, 26 de març de 1883) va ser un bibliògraf, historiador, dramaturg, editor i traductor espanyol.

## Biografia
Va néixer a Aravaca el 1817. Arxiver de professió, va començar la seva carrera com a oficial de la Biblioteca Nacional de Madrid el 1844. Escollit acadèmic de la Reial Acadèmia de la Història el 6 de juny de 1856, va prendre possessió el 31 de maig de 1857. El 1856 va ser ascendit a bibliotecari segon i designat Catedràtic, en comissió, de Classificació i Arranjament d'Arxius i Biblioteques entre 1856 i 1866.
Fou professor numerari de bibliografia en l'Escola Superior de Diplomàtica i va ser director d'aquesta institució el 1868. Va ser President de l'Associació d'Escriptors i Artistes Espanyols durant el període comprès entre 1873 i 1876. El 1875 va ser nomenat cap superior del Cos Facultatiu d'Arxivers Bibliotecaris i Anticuarios. Va dirigir la Biblioteca Nacional de Madrid des de 1880 fins a la seva mort el 26 de març de 1883 en Madrid, succeint-li Jenaro Alenda y Mira.

## Obra
Va escriure peces teatrals, principalment comèdies i sarsueles. Aficionat a l'èpica culta, va traduir la Divina comèdia de Dante Alighieri (Barcelona: Montaner y Simón, 1871-1872, en vers, anotada, amb gravats de Gustave Doré i pròleg i anotacions de Juan Eugenio Hartzenbusch), El paraíso perdido de John Milton (Barcelona: Montaner y Simón, 1873, versió directa de l'anglès, anotada, amb una biografia de l'autor i també amb gravats de Gustave Doré) i l'Orlando furioso de Ludovico Ariosto. Dirigí i prologà alguns toms de la Biblioteca de Autores Españoles: Poemas épicos (1851-1854), Novelistas posteriores a Cervantes (1851-1854), Historiadores de sucesos particulares (1852-1853), Obras no dramáticas de Lope de Vega (1856) i Crónicas de los reyes de Castilla. També edità per primera vegada les Obras completas de Miguel de Cervantes Madrid: 1863-1864. També va imprimir una Colección de piezas dramáticas, entremeses, loas y jácaras escrites per Luis Quiñones de Benavente Madrid: Librería de los Bibliófilos Alfonso Duran, 1872-1874. Va traduir diverses obres de teatre i, amb addicions i notes, la Historia del reinado de Felipe Segundo, rey de España de William H. Prescott Madrid: 1856-1857.
Va col·laborar amb treballs històrics i d'història literària a La Ilustración Española y Americana. També participà en publicacions com Semanario Pintoresco Español, El Español, El Laberinto, La Revolución, La América, Museo Español de Antigüedades, Boletín de la Sociedad Geográfica, Boletín Oficial de Instrucción Pública, El Bazar, La Niñez, El Mundo de los Niños, entre d'altres. A vegades va usar el pseudònim «Torreseca y Llano». Va ser president de l'Associació d'Escriptors i Artistes a mitjan dècada de 1870.
Com s historiador va escriure una Historia del combate naval de Lepanto, y juicio de la importancia y consecuencias de aquel suceso, Madrid: Academia de la Historia, 1853. Crónica de la provincia de Madrid Madrid: Aquiles Ronchi, 1865.
Com a dramaturg traduí i adaptà, entre altres obres, el Tartufo de Molière amb el títol El hipócrita, va escriure diverses peces en col·laboració i una seva, La Madre de San Fernando, un drama històric en quatre actes i en vers. Madrid: Agencia General Hispano-Cubana, 1849. També va fer el llibret de la sarsuela El burlador burlado (1859).